# Adam Gilbert Jespersen
 Der er for få eller ingen kildehenvisninger i denne artikel, hvilket er et problem. Du kan hjælpe ved at angive troværdige kilder til de påstande, som fremføres i artiklen.

Adam Gilbert Jespersen (født 2. februar 1991) er en dansk skuespiller og entreprenør.
Efter en tid foran kameraet har han nu valgt at trække sig tilbage fra skuespilfaget.
I stedet fordriver han nu tiden med orgel, sixpencehatte og beernuts. Han optræder dog stadig i en række kortfilm, senest som hovedrollen i BjØrnetjeneste. Gilbert Jespersen er desuden aktiv som kok, soundscapemager og event-koordinator til diverse Brønshøjsbaserede havefester.

## Udvalgt filmografi
- Kald mig bare Aksel (2002)
- Oskar & Josefine (2005)
- Bjørnetjeneste (2010)
- Møgunger (2003)